# Mau Aima
Mau Aima é uma cidade e uma nagar panchayat no distrito de Allahabad, no estado indiano de Uttar Pradesh.

## Demografia
Segundo o censo de 2001, Mau Aima tinha uma população de 17,962 habitantes. Os indivíduos do sexo masculino constituem 52% da população e os do sexo feminino 48%. Mau Aima tem uma taxa de literacia de 61%, superior à média nacional de 59.5%: a literacia no sexo masculino é de 68% e no sexo feminino é de 54%. Em Mau Aima, 18% da população está abaixo dos 6 anos de idade.